# Masterpiece of Bitterness
Masterpiece of Bitterness — второй студийный альбом исландской пост-метал-группы Sólstafir, выпущенный 27 декабря 2005 года на лейбле Spinefarm Records.

## Отзывы критиков
Альбом получил крайне положительные отзывы от музыкальных критиков. Рецензент metal.de назвал альбом «шедевром», а также написал: «Музыка исландцев стирает грань между реальностью и вымыслом, между нормальностью и безумием — она тревожит и в то же время заставляет задуматься». Undercraft в рецензии для сайта Metal Storm пишет: «идеальное сочетание неметаллических элементов с металлическими делает этот альбом необходимым для любого металлиста, ищущего то, что сломает рамки устоявшихся жанров».

## Список композиций
| №                   | Название                      | Длительность |
| ------------------- | ----------------------------- | ------------ |
| 1.                  | «I Myself the Visionary Head» | 19:58        |
| 2.                  | «Nature Strutter»             | 9:26         |
| 3.                  | «Bloodsoaked Velvet»          | 5:21         |
| 4.                  | «Ljósfari»                    | 8:58         |
| 5.                  | «Ghosts of Light»             | 8:47         |
| 6.                  | «Ritual of Fire»              | 14:32        |
| 7.                  | «Náttfari»                    | 3:16         |
| Общая длительность: | Общая длительность:           | 70:18        |

## Участники записи

### Sólstafir
- Адальбьёрн Триггвасон — вокал, гитара
- Гвюдмюндюр Оули Паульмасон — ударные
- Свавар Эйстман — бас-гитара
- Сайтоур Мариус Сайтоурссон — гитара

### Приглашённые музыканты
- Хлин Пьетюрсдоуттир — вокал